# GLAAD Media Awards 2012
La 23ª edizione dei GLAAD Media Awards si è tenuta nel 2012. Le cerimonie di premiazione hanno avuto luogo al Marriott Marquis di New York il 24 marzo, al Westin Bonaventure Hotel & Suites di Los Angeles il 21 aprile e al Marriott Marquis di San Francisco il 2 giugno.

## New York
Vito Russo Award
- Craig Zadan e Neil Meron

Riconoscimento Speciale
- Katy Butler

Miglior film della piccola distribuzione
- Pariah
- Circumstance
- Gun Hill Road
- Tomboy
- Weekend

Miglior reality show
- Dancing with the Stars
- Girls Who Like Boys Who Like Boys
- The Glee Project
- The Real L Word
- The Voice

Miglior film per la televisione
- Cinema Verite

Miglior episodio talk show

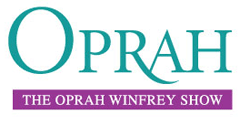
Questa è stata l'ultima vittoria per il The Oprah Winfrey Show che ha già vinto 9 GLAAD Media Awards.

- Coming Out on the Oprah Show: 25 Years of Unforgettable Guests - The Oprah Winfrey Show
- Chaz Bono - David Letterman Show
- Children & Teens Caught in the Wrong Bodies - Anderson
- The Wedding of Scott Cronick & David Gorshein - Conan
- Zach Wahls - The Ellen DeGeneres Show

Miglior cantante
- Lady Gaga – Born This Way
- Beverly McClellan – Fear Nothing
- Girl in a Coma – Exits & All the Rest
- Hunx and His Punx – Too Young to Be in Love
- MEN – Talk About Body

## Los Angeles
Vanguard Award
- Josh Hutcherson

Stephen F. Kolzak Award
- Chaz Bono

Miglior film della grande distribuzione
- Beginners
- Albert Nobbs
- J. Edgar

Miglior serie commedia
- Modern family
- Exes and Ohs
- Glee
- Happy Endings
- The Big C

Miglior episodio serie TV
- Beards - Hot in Cleveland
- Il ballo - Drop Dead Diva
- Farsi accettare - Cose da uomini
- Ricordi - NCIS - Unità anticrimine
- The Boy Has Style - Are We There Yet?

Miglior documentario
- Becoming Chaz
- The Strange History of Don't Ask, Don't Tell
- The World's Worst Place to be Gay?
- Two Spirits
- We Were Here

## San Francisco
Golden Gate Award
- Shonda Rhimes

Corporate Leader Award
- Wells Fargo

Riconoscimento Speciale
- Facebook

Miglior serie drammatica
- Grey's Anatomy
- Degrassi: The Next Generation
- Pretty Little Liars
- Shameless
- Torchwood: Miracle Day

Miglior serie Daytime drammatica
- Il tempo della nostra vita
- La valle dei pini